# マクシム・ゴーリキー
マクシム・ゴーリキー（Макси́м Го́рький, 旧綴: Горькій, 1868年3月28日（ユリウス暦3月16日） - 1936年6月18日）は、ロシアの小説家、劇作家。本名はアレクセイ・マクシーモヴィチ・ペシコフ（Алексе́й Макси́мович Пешко́в）。ペンネームのゴーリキーとはロシア語で「苦い」の意味。社会主義リアリズムの手法の創始者であり、社会活動家でもあった。
幼くして孤児となり、極貧の放浪生活を送るうちに革命運動に接近。社会主義リアリズム文学の創始者として活躍した。社会の底辺の人々の生活苦を描いた戯曲『どん底』が代表作。作品に、革命を予告したとされる散文詩『海燕の歌』、小説『母』など。

## 生涯
ニジニ・ノヴゴロドに、家具職人の子として生まれる。母ワルワラを肺結核で亡くして10歳で孤児となった後、話が上手であった祖母に育てられる。祖母の死は彼を深く動揺させた。1887年の自殺未遂事件の後、ロシア国内の各地へ職を転々としながら放浪する。
その後、地方新聞の記者となる。1892年にトビリシで、『カフカス』紙に最初の短編『マカル・チュドラ』が掲載され、はじめて筆名としてゴーリキーを名乗った。1895年、『チェルカシュ』を大衆雑誌『ロシアの富』に発表。1898年にはサンクトペテルブルクで短編集『記録と物語』を刊行し、一躍人気作家になった。1899年、散文詩『26と1』、最初の長編物語『フォマ・ゴルデーエフ』を発表。その名声はたちまちアントン・チェーホフやレフ・トルストイと比されるまでになった。1902年、代表作である『どん底』を発表し、同年モスクワでコンスタンチン・スタニスラフスキーの演出で上演され、翌1903年、ベルリンでも上演された。
1902年には科学アカデミーの名誉会員に選ばれるが、その急進的な政治的信条を理由にニコライ2世によって取り消された。この事件に対する抗議としてアントン・チェーホフとウラジミール・コロレンコがアカデミーを辞任している。1905年、ボリシェヴィキ組織に入り、レーニンの知遇を得る。1905年から1907年までの革命には、ゴーリキーが巨額の援助をしたとされる。
第一次世界大戦の際には、ペトログラードのゴーリキーのアパートはボリシェヴィキの事務室になった。しかし、その後、共産主義に対するゴーリキーの考えは一変し、十月革命の2週間後の手紙にはこう書いている。「レーニンもトロツキーも自由と人権についていかなる考えも持ち合わせていない。彼らは既に権力の毒に冒されている」。1919年、レーニンはゴーリキーに宛てて書いた手紙に「君に忠告する。環境とものの見方、行動を変えるべきだ。さもなくば人生は君から遠ざかってしまうだろう」と書いている。1921年、結核の療養のためイタリアのソレントに移り住んだ。
アレクサンドル・ソルジェニーツィンによれば、ゴーリキーのロシアへの帰還は、イタリアでの暮らしに困ってのことだった。ソレントで、ゴーリキーは貧しくみじめな暮らしを余儀なくされた。1928年以降、何度かソビエト連邦を訪れるようになり、1932年にはスターリンの個人的な求めに応じてロシアに帰った。
ファシスト政権のイタリアからゴーリキーが戻ったのは、ソビエト政府にとっては格好の宣伝材料となった。彼はレーニン勲章を受け、モスクワの邸宅（現在はゴーリキー博物館となっている）と郊外の別荘を贈られる。このとき、モスクワのトゥヴェルスカヤ通りがゴーリキー通りと改められ、生地のニジニ・ノヴゴロド市もゴーリキー市と改称された（1990年まで）。ゴーリキーはソビエト作家同盟を設立し、その議長に就任する。白海・バルト海運河の工事を視察し、他の作家たちと共に『スターリン記念白海・バルト運河―1931-1934年の建設の歴史』を1934年に編纂した。ここでは、運河工事を全面的に称賛し、工事従事者を完全に犯罪者扱いするなど、完全にスターリンの盲従者としての姿勢を披露している。
1934年、セルゲイ・キーロフが死に、スターリンによる粛清が始まると、ゴーリキーは自宅に軟禁されるようになった。1935年、息子マクシム・ペシコフを亡くした翌年、1936年6月18日にモスクワ郊外のゴルカノ別荘で病気静養中に没する。同年6月20日には赤の広場で国葬が行われ、荼毘に付された後、クレムリンの壁墓所に葬られた。
本人と息子には死亡直後から毒殺された疑いがささやかれたが、確実なことは分かっていない。
1938年3月、第三回モスクワ裁判の過程で被告の医師がゴーリキーの毒殺を認めたが、裁判の性格上、信憑性に乏しい。
ソ連崩壊後は、上記の運河建設礼賛などスターリンへ盲従した点を厳しく批判されている。

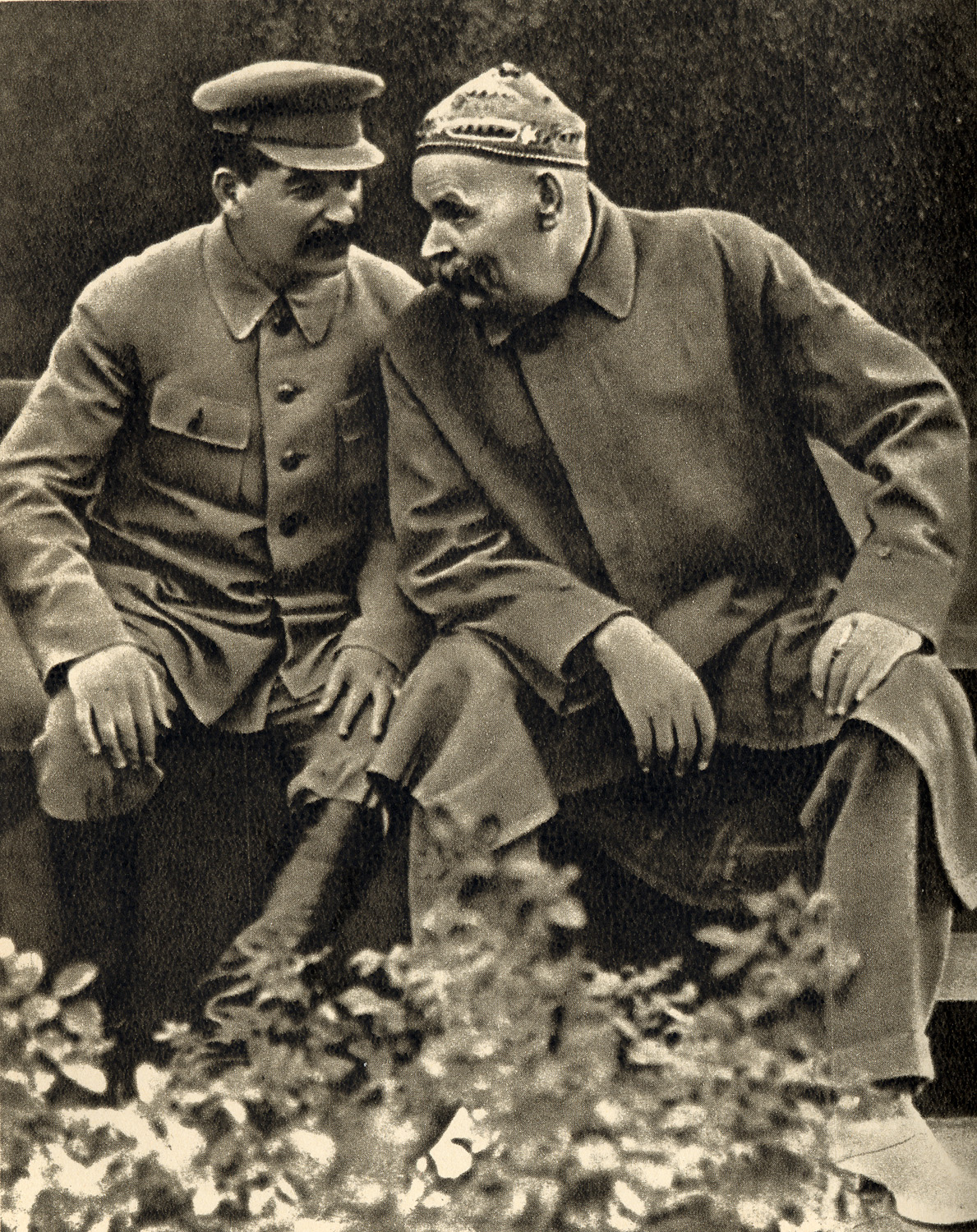
スターリンと共に
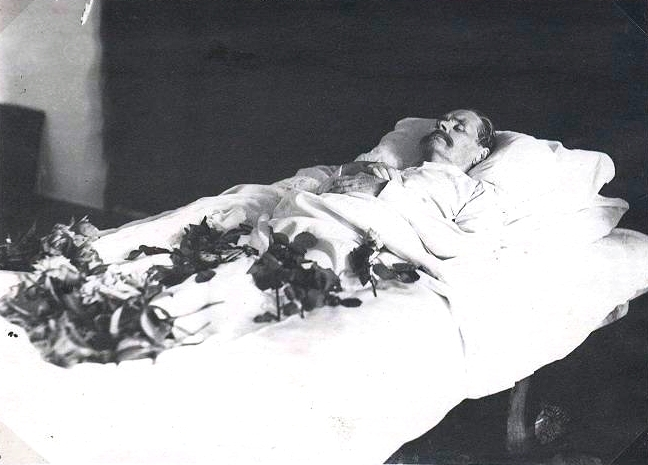
臨終の床でのゴーリキー

## 作品
小説
- マカル・チュドラ（1892年）
- チェルカシュ（1895年）日本語訳：咫折『放浪』、世界婦人（1908年）
- フォマ・ゴルデーエフ（1899年）
- 母（1907年）…　1926年にフセヴォロド・プドフキン監督により映画化される[6]。

戯曲
・エゴール・ブルイチョフと他の人々（1932年）
- どん底（1902年）

叙事詩
- 海燕の歌（1901年）